# Jarogniew (województwo zachodniopomorskie)
Jarogniew – osada w Polsce, położona w województwie zachodniopomorskim, w powiecie kołobrzeskim, w gminie Gościno. Wchodzi w skład sołectwa Gościno.
W latach 1975–1998 osada administracyjnie należała do województwa koszalińskiego.
Według danych z 30.06.2014 wieś miała 65 stałych mieszkańców .
Nazwa osady pochodzi od imienia Jarogniew.